# Liste der Kulturdenkmale in Degerloch

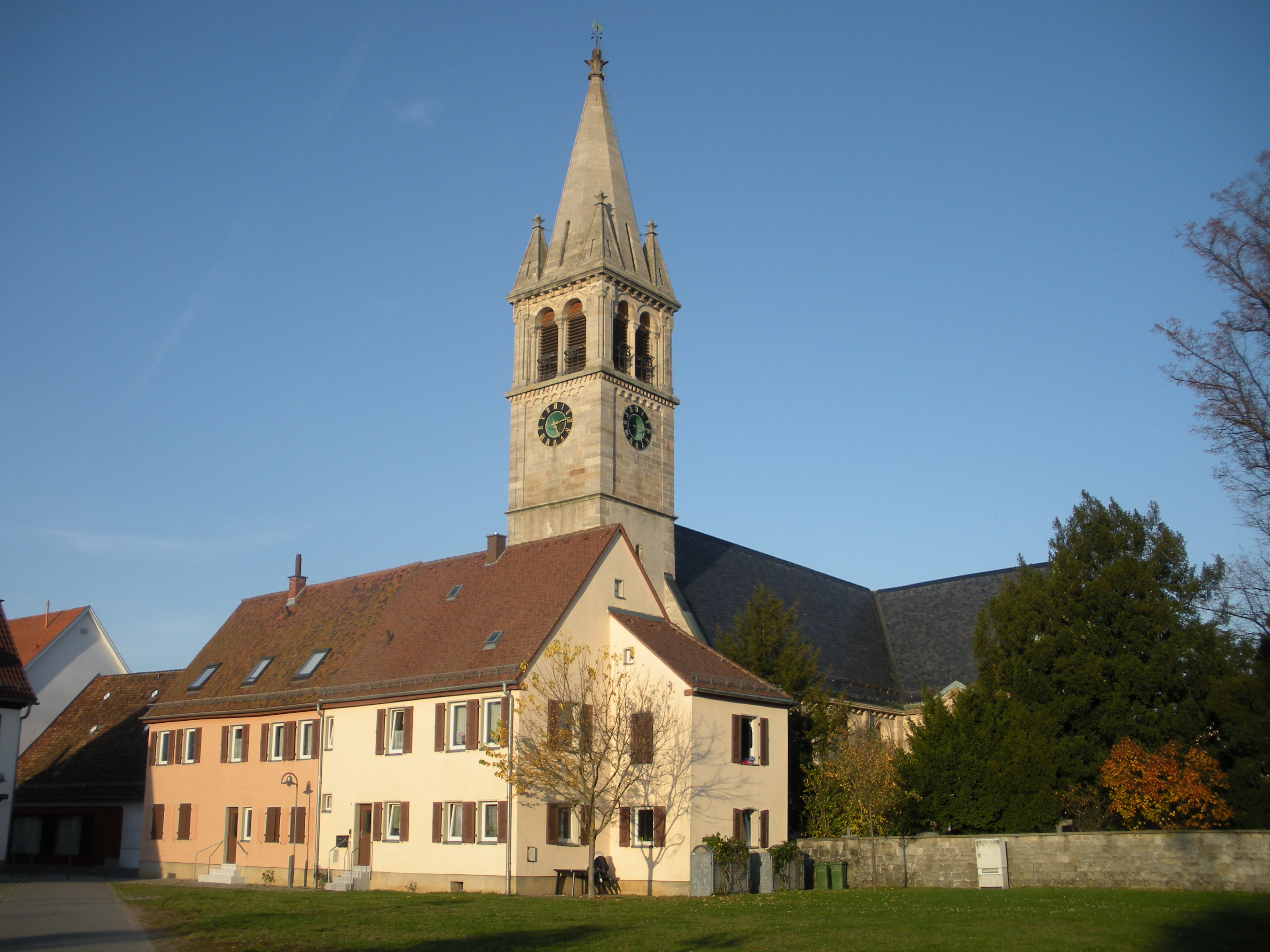
Evangelische Michaelskirche

In der Liste der Kulturdenkmale in Degerloch sind alle unbeweglichen Bau- und Kunstdenkmale in Degerloch aufgelistet, die in der Liste der Kulturdenkmale. Unbewegliche Bau- und Kunstdenkmale der Unteren Denkmalschutzbehörde für diesen Stadtbezirk Stuttgarts verzeichnet sind. Stand dieser Liste ist der 25. April 2008.
Diese Liste ist nicht rechtsverbindlich. Eine rechtsverbindliche Auskunft ist lediglich auf Anfrage bei der Unteren Denkmalschutzbehörde der Stadt Stuttgart erhältlich.
- Bild: Zeigt ein ausgewähltes Bild aus Commons, „Weitere Bilder“ verweist auf die Bilder im Medienarchiv Wikimedia Commons.
- Bezeichnung: Nennt den Namen, die Bezeichnung oder die Art des Kulturdenkmals.
- Lage: Straßenname und Hausnummer oder Flurstücknummer des Kulturdenkmals, gegebenenfalls auch den Ortsteil. Die Grundsortierung der Liste erfolgt nach dieser Adresse. Der Link (Karte) führt zu verschiedenen Kartendiensten mit der Position des Kulturdenkmals. Fehlt dieser Link, wurden die Koordinaten noch nicht eingetragen. Sind diese bekannt, können sie über ein Tool mit einer Kartenansicht einfach nachgetragen werden. In dieser Kartenansicht sind Kulturdenkmale ohne Koordinaten mit einem roten bzw. orangen Marker dargestellt und können durch Verschieben auf die richtige Position in der Karte mit Koordinaten versehen werden. Kulturdenkmale ohne Bild sind an einem blauen bzw. roten Marker erkennbar.
- Datierung: Baubeginn, Fertigstellung, Datum der Erstnennung oder grobe zeitliche Einordnung entsprechend des Eintrags in der zuständigen Denkmaldatenbank (Landesamt für Denkmalpflege Baden-Württemberg).
- Beschreibung: Kurzcharakteristik des Kulturdenkmals.

## Kulturdenkmale im Stadtbezirk Degerloch

### Degerloch
| Bild           | Bezeichnung                                                               | Lage                                                                                                  | Datierung                    | Beschreibung | ID |
| -------------- | ------------------------------------------------------------------------- | --- | ---------------------------- | --- | -- |
|                | Ehemaliges Garnisonsschützenhaus mit Scheibenwerkstatt                    | Auf der Dornhalde 1 A (Karte)                                                                         | 1893                         | Schweizerhaus, Schneider, Königlicher Garnisonsbauinspektor Geschützt nach § 2 DSchG                                                       |    |
| Weitere Bilder | Seilbahn                                                                  | Böblinger Str. 237, Flst.Nr. 9557/2, 9558/1 (Süd) Waldfriedhof 6, Flst.Nr. 1311/1 (Degerloch) (Karte) | 1929                         | Geschützt nach § 2 DSchG |    |
|                | Ostfassade und Wirtshausschild des ehemaligen Gasthofs Ritter             | Epplestr. 2 (Karte)                                                                                   | 1700–1800, 1868, 1921        | Barock Geschützt nach § 2 DSchG |    |
|                | Wirtshausschild des ehemaligen Gasthofs Ritter                            | Epplestr. 2 (Karte)                                                                                   | 1700–1800, 1868, 1921        | Barock Geschützt nach § 2 DSchG |    |
|                | Ehemaliges Handwerkerhaus                                                 | Epplestr. 25 (Karte)                                                                                  | 1500–1700, 1800–1900         | Geschützt nach § 2 DSchG |    |
|                | Wohn- und Geschäftshaus                                                   | Epplestr. 30 (Karte)                                                                                  | 1905                         | Historismus, Harzer Friedrich Geschützt nach § 2 DSchG                                                                                     |    |
| Weitere Bilder | Evangelische Michaelskirche                                               | Große Falterstr. 12 (Karte)                                                                           | 1890, 1468, 1621, 1890, 1961 | Historismus – Neoromanik, Leins und Dolmetsch (1890), Seyffer H. (1961 „purifiziert“) Geschützt nach § 2 DSchG                             |    |
|                | Evangelische Dekanat                                                      | Große Falterstr. 4 (Karte)                                                                            | 1802                         | Barock Geschützt nach § 2 DSchG |    |
|                | Ehemaliges Weingärtnerhaus mit Stallscheuer (Sachgesamtheit)              | Große Falterstr. 5, 5a (Karte)                                                                        | 1500–1700, 1903              | Geschützt nach § 2 DSchG |    |
|                | Wohnstallhaus des Ehemaligen Gehöfts (Teil der Sachgesamtheit)            | Große Falterstr. 6 (Karte)                                                                            | 1700–1800, 1737, 1800–1825   | Barock Geschützt nach § 2 DSchG |    |
|                | Schauer des Ehemaligen Gehöft (Teil der Sachgesamtheit)                   | Große Falterstr. 6A (Karte)                                                                           | 1700–1800, 1737, 1800–1825   | Barock Geschützt nach § 2 DSchG |    |
|                | Friedhof mit Leichenhaus (Sachgesamtheit)                                 | Jahnstr. 24, Flst.Nr. 418 (Karte)                                                                     | 1871                         | Historismus – Neorenaissance Geschützt nach § 2 DSchG                                                                                      |    |
|                | Ehemalige Villa von Maur mit ehemaligem Stall und Remise (Sachgesamtheit) | Jahnstr. 35, 35A (Karte)                                                                              | 1897, 1912, 1980             | Neoklassizismus, Scheel W. Geschützt nach § 2 DSchG                                                                                        |    |
|                | Ehemalige Villa Schmitz                                                   | Jahnstr. 38 (Karte)                                                                                   | 1891                         | Historismus – Landhausstil, Schweizerhaus, Eisenlohr Ludwig und Weigle Carl Geschützt nach § 2 DSchG                                       |    |
|                | Villa                                                                     | Jahnstr. 43 (Karte)                                                                                   | 1890                         | Historismus – Landhausstil, Schweizerhaus, Eisenlohr Ludwig und Weigle Carl Geschützt nach § 2 DSchG                                       |    |
|                | Schillerbrunnen                                                           | Jahnstraße, Karl-Pfaff-Straße (Karte)                                                                 | 1908                         | Neoklassizismus Geschützt nach § 2 DSchG                                                                                                   |    |
|                | Ehemaliges Weingärtnerhaus                                                | Karl-Pfaff-Str. 7A (Karte)                                                                            | 1400–1600                    | Geschützt nach § 2 DSchG |    |
|                | Wohn- und Geschäftshaus                                                   | Karl-Pfaff-Str. 21 (Karte)                                                                            | 1907                         | Schweizerhaus, Schmidt Albert Geschützt nach § 2 DSchG                                                                                     |    |
|                | Mietshaus (Teil der Sachgesamtheit)                                       | Karl-Pfaff-Str. 37 (Karte)                                                                            | 1926–1928                    | Expressionismus, Friz Wilhelm Geschützt nach § 2 DSchG                                                                                     |    |
|                | Mietshaus (Teil der Sachgesamtheit)                                       | Karl-Pfaff-Str. 39 (Karte)                                                                            | 1926–1928                    | Expressionismus, Friz Wilhelm Geschützt nach § 2 DSchG                                                                                     |    |
|                | Mietshaus (Teil der Sachgesamtheit)                                       | Karl-Pfaff-Str. 41 (Karte)                                                                            | 1926–1928                    | Expressionismus, Friz Wilhelm Geschützt nach § 2 DSchG                                                                                     | BW |
|                | Mietshaus (Teil der Sachgesamtheit)                                       | Karl-Pfaff-Str. 43 (Karte)                                                                            | 1926–1928                    | Expressionismus, Friz Wilhelm Geschützt nach § 2 DSchG                                                                                     |    |
|                | Mietshaus (Teil der Sachgesamtheit)                                       | Karl-Pfaff-Str. 45 (Karte)                                                                            | 1926–1928                    | Expressionismus, Friz Wilhelm Geschützt nach § 2 DSchG                                                                                     |    |
|                | Mietshaus (Teil der Sachgesamtheit)                                       | Karl-Pfaff-Str. 47 (Karte)                                                                            | 1926–1928                    | Expressionismus, Friz Wilhelm Geschützt nach § 2 DSchG                                                                                     |    |
|                | Pfarrhaus (Teil der Sachgesamtheit)                                       | Karl-Pfaff-Str. 48 (Karte)                                                                            | 1925–1927                    | Expressionismus, Schlösser Hugo; Figel A., Maler; Thuma Fr. und Hajek G.H., Bildhauer Geschützt nach § 2 DSchG                             |    |
| Weitere Bilder | Katholische Kirche und Pfarrhaus (Sachgesamtheit)                         | Karl-Pfaff-Str. 50 (Karte)                                                                            | 1925–1927                    | Expressionismus, Schlösser Hugo; Figel A., Maler; Thuma Fr. und Hajek G.H., Bildhauer Geschützt nach § 2 DSchG                             |    |
|                | Ehemaliges Handwerkerhaus                                                 | Kleine-Falter-Str. 12 (Karte)                                                                         | 1500–1700                    | Geschützt nach § 2 DSchG |    |
|                | Ehemalige Scheuer                                                         | Löwenstr. 45a (Karte)                                                                                 | 1527, 1890–1910              | Geschützt nach § 2 DSchG |    |
|                | Wohnhaus mit Gaststätte                                                   | Löwenstr. 51 (Karte)                                                                                  | 1905                         | Historismus, Stoll Rudolf Geschützt nach § 2 DSchG                                                                                         |    |
|                | Ehemaliges Weingärtnerhaus                                                | Mittlere Str. 24A, 24B (Karte)                                                                        | 1600–1700                    | 2 |    |
|                | Ehemaliges Weingärtnerhaus                                                | Mittlere Str. 29 (Karte)                                                                              | 1500–1700                    | Geschützt nach § 2 DSchG |    |
|                | Villa Eisenlohr                                                           | Nägelestr. 7 (Karte)                                                                                  | 1887, 1901, 1914             | Historismus – Landhausstil, Eisenlohr Ludwig Geschützt nach § 2 DSchG                                                                      |    |
|                | Ehemalige Villa Müller                                                    | Nägelestr. 8 (Karte)                                                                                  | 1894                         | Historismus – Landhausstil, Eisenlohr Ludwig und Weigle Carl Geschützt nach § 2 DSchG                                                      |    |
| Weitere Bilder | Ehemalige Villa Rominger mit Einfriedung (Sachgesamtheit)                 | Nägelestr. 9 (Karte)                                                                                  | 1887, 1905                   | Schweizerhaus, Neobarock (Einfriedung), Eisenlohr Ludwig und Weigle Carl Geschützt nach § 2 DSchG                                          |    |
| Weitere Bilder | Ehemalige Villa Gross                                                     | Nägelestr. 10 (Karte)                                                                                 | 1890                         | Historismus-Landhausstil, Beisbarth G. Geschützt nach § 2 DSchG                                                                            |    |
| Weitere Bilder | Ehemalige Villa von Taubenheim                                            | Obere Weinsteige 8 (Karte)                                                                            | 1837, 1889, 1910–1911        | Klassizismus, Zandt Karl Ludwig W. (1837); Wittmann und Stahl (1889 und 1910–1911) Geschützt nach § 2 DSchG                                |    |
|                | Ehemalige Villa Fromm                                                     | Obere Weinsteige 44 (Karte)                                                                           | 1906–1907                    | Historismus – Neobarock, Heim Carl und Früh Jakob Geschützt nach § 2 DSchG                                                                 | BW |
|                | Ehemaliges Wachhäuschen (Teil der SG „Waldfriedhof“)                      | Waldfriedhof 1 (Karte)                                                                                |                              | Neoklassizismus Geschützt nach § 2 DSchG                                                                                                   |    |
| Weitere Bilder | Versammlungshalle (Aussegnungshalle) – Teil der SG „Waldfriedhof“         | Waldfriedhof 2 (Karte)                                                                                | 1913–1914                    | Neoklassizismus, Historismus – Neobarock Geschützt nach § 2 DSchG                                                                          |    |
|                | Jungfrau mit den Tränenschalen (Teil der SG „Waldfriedhof“)               | Waldfriedhof 2, 3, 5, Flst.Nr.1405/1 (Karte)                                                          | 1914                         | Zeiler Joseph, Künstler Geschützt nach § 2 DSchG                                                                                           |    |
| Weitere Bilder | Waldfriedhof (Sachgesamtheit)                                             | Waldfriedhof, Flst.Nr.1405/1 (Karte)                                                                  | 1913–1914, 1923, 1954–1957   | Landschaftsgarten-Typ, Historismus, Ehmann, Gartendirektor; Pantle, Stadtbaurat; Weitbrecht, Regierungsbaumeister Geschützt nach § 2 DSchG |    |
|                | Verwaltungsgebäude (Teil der SG „Waldfriedhof“)                           | Waldfriedhof 3 (Karte)                                                                                | 1913–1914                    | Neoklassizismus, Historismus-Neobarock Geschützt nach § 2 DSchG                                                                            |    |
|                | Leichenhaus (Teil der SG „Waldfriedhof“)                                  | Waldfriedhof 5, Flst.Nr.1405/1 (Karte)                                                                | 1913–1914                    | Neoklassizismus, Historismus-Neobarock Geschützt nach § 2 DSchG                                                                            |    |
|                | Kriegerehrenmal                                                           | Waldfriedhof, Flst.Nr. 1405/1                                                                         | 1923, 1933–1953              | Bonatz Paul, Prof.; von Graevenitz Fritz, Bildhauer Geschützt nach § 2 DSchG                                                               |    |

### Waldau
| Bild           | Bezeichnung                                                                        | Lage | Datierung  | Beschreibung | ID |
| -------------- | ---------------------------------------------------------------------------------- | --- | ---------- | --- | -- |
|                | Ehemalige Villa Schüz                                                              | Ahornstr. 10 (Karte) | 1899       | Schweizerhaus, Maisenbacher K. Geschützt nach § 2 DSchG | BW |
|                | Ehemaliges Sanatorium Katz                                                         | Ahornstr. 11 (Karte) | 1908       | Historismus – Landhausstil, Schweizerhaus, Holstein Geschützt nach § 2 DSchG                                                                                         |    |
|                | Beamtenwohnhäuser (Sachgesamtheit)                                                 | Ahornstraße 24, 26; Felix-Dahn-Straße 90, 92; Hainbuchenweg 33, 37, 39 (Karte) | 1925–1928  | Heimatstil, Stuttgarter Schule 1920–1945, Bezirksbauamt Esslingen Geschützt nach § 2 DSchG                                                                           | BW |
|                | Ehemalige Villa Reith                                                              | Ahornstraße 28 (Karte) | 1908       | Historismus – Landhausstil, Neobarock, Mack und Klass Geschützt nach § 2 DSchG                                                                                       | BW |
|                | Siedlung Falterau (Sachgesamtheit)                                                 | Die Falterau-Siedlung hat Denkmäler in folgenden Straßen und Hausnummern: Hadäckerstr. 14, 15, 18 bis 21, 24 bis 43 In der Falterau 7 bis 15 (ungerade), 21 bis 37 (ungerade) Zedernweg 8 bis 16 (gerade), 22 bis 30 (gerade) (Karte) | 1910       | Klatte und Weigle Geschützt nach § 2 DSchG | BW |
|                | Einfamilienhaus (Siedlung Falterau)                                                | Hadäckerstraße 15 (Karte) | 1910       | Klatte und Weigle Geschützt nach § 2 DSchG |    |
|                | Ehemalige Villa Mack                                                               | Felix-Dahn-Str. 69 (Karte) | 1905       | Historismus – Neobarock, Mack Wilhelm Geschützt nach § 2 DSchG |    |
|                | Beamtenwohnhaus (Teil der SG Beamtenwohnhäuser)                                    | Felix-Dahn-Straße 92 (Karte) | 1925–1928  | Heimatstil, Stuttgarter Schule 1920–1945, Bezirksbauamt Esslingen Geschützt nach § 2 DSchG                                                                           |    |
|                | Clubhaus                                                                           | Georgiiweg 16 (Karte) | 1912–1914  | Neoklassizismus, Eckardt G. Geschützt nach § 2 DSchG | BW |
|                | Ehemalige CVJM Heim inkl. Ferienheim und Gartensaal (Sachgesamtheit)               | Guts-Muths-Weg 18, 18A (Karte) | 1924, 1933 | Expressionismus, Gartenhausarchitektur, Klatte und Weigle (1924). Heute Waldhotel. Geschützt nach § 2 DSchG                                                          |    |
|                | Falterau-Brunnen                                                                   | Hadäckerstr. Flst.Nr. 1934 (Karte) | 1910       | Klatte und Weigle, Kiemlen Emil, Künstler Geschützt nach § 2 DSchG                                                                                                   |    |
|                | Ehemalige Villa Wagner                                                             | Hainbuchenweg 26 (Karte) | 1907       | Historismus-Landhausstil, Wagner Ernst Geschützt nach § 2 DSchG |    |
|                | Villa (Teil der Sachgesamtheit Villen)                                             | Hainbuchenweg 28 (Karte) | 1910       | Dolmetsch Theodor Geschützt nach § 2 DSchG |    |
|                | Villa (Teil der Sachgesamtheit Villen)                                             | Hainbuchenweg 28 (Karte) | 1910       | Dolmetsch Theodor Geschützt nach § 2 DSchG |    |
|                | Villa (Teil der Sachgesamtheit Villen)                                             | Hainbuchenweg 30 (Karte) | 1910       | Historismus – Neobarock, Dolmetsch Theodor und Schuster Felix Geschützt nach § 2 DSchG                                                                               |    |
|                | Beamtenwohnhaus (Teil der SG Beamtenwohnhäuser)                                    | Hainbuchenweg 33 (Karte) | 1925–1928  | Heimatstil, Stuttgarter Schule 1920–1945, Bezirksbauamt Esslingen Geschützt nach § 2 DSchG                                                                           |    |
|                | Beamtenwohnhaus (Teil der SG Beamtenwohnhäuser)                                    | Hainbuchenweg 37 (Karte) | 1925–1928  | Heimatstil, Stuttgarter Schule 1920–1945, Bezirksbauamt Esslingen Geschützt nach § 2 DSchG                                                                           |    |
|                | Beamtenwohnhaus (Teil der SG Beamtenwohnhäuser)                                    | Hainbuchenweg 39 (Karte) | 1925–1928  | Heimatstil, Stuttgarter Schule 1920–1945, Bezirksbauamt Esslingen Geschützt nach § 2 DSchG                                                                           |    |
|                | Vill (Sachgesamtheit)                                                              | Hainbuchenweg 45, 45/1 (Karte) | 1910       | Historismus-Neobarock, Wagner E. Geschützt nach § 2 DSchG |    |
|                | Villa (Sachgesamtheit)                                                             | Hainbuchenweg 45, 45/1 (Karte) | 1910       | Historismus-Neobarock, Wagner E. Geschützt nach § 2 DSchG |    |
|                | Jahn-Gedenkstein                                                                   | Jahnstraße (südlich), nördlich vom Fernsehturm, Degerloch 1460 1, 3331 0 (Karte) | 1900–1925  | Weitgehend unbehauener Stein, er trägt auf der ovalen glatten Vorderfläche die Inschrift: Jahn-Eiche, Turnvater Fried. Lud. Jahn, 1758-1852 Geschützt nach § 2 DSchG |    |
| Weitere Bilder | Fernsehturm mit Eingangsgebäude                                                    | Jahnstr. 120 (Karte) | 1956       | Internationaler Stil ab 1950, Leonhardt Fritz, Heinle Erwin, Witzemann Herta-Maria (Innenarchitektur) Geschützt nach § 12 DSchG                                      |    |
|                | Haus Neeff                                                                         | Löwenstr. 99 (Karte) | 1924       | Heimatstil, Stuttgarter Schule 1920–1945, Wagner Ernst Geschützt nach § 2 DSchG                                                                                      |    |
|                | Ehemalige Villa Gross                                                              | Löwenstr. 106 (Karte) | 1913       | Historismus – Neobarock, Neoklassizismus, Weigle Carl Geschützt nach § 2 DSchG                                                                                       |    |
|                | Villa Weigle                                                                       | Löwenstr. 110, 110a (Karte) | 1928       | Neobarock, Heimatstil, Expressionismus, Weigle Richard Geschützt nach § 2 DSchG                                                                                      |    |
|                | Ehemalige Villa Fischer                                                            | Löwenstr. 111 (Karte) | 1909       | Neoklassizismus, Mack und Klass Geschützt nach § 2 DSchG |    |
|                | Holzfertighaus                                                                     | Löwenstr. 123 (Karte) | 1926–1927  | Zwischen Heimatstil und Neues Bauen, Zimmermann Hans; Firma Christoph und Unmack, GmbH, Niesky o.L. Geschützt nach § 2 DSchG                                         |    |
|                | Ehemalige Villa Hugendubel mit Einfriedung (Sachgesamtheit)                        | Waldstr. 3 (Karte) | 1890       | Schweizerhaus, Maisenbacher K. Geschützt nach § 2 DSchG |    |
|                | Ehemalige Villa Keller                                                             | Waldstr. 30 (Karte) | 1900       | Historismus-Neobarock, Eisenlohr Ludwig und Weigle Carl Geschützt nach § 2 DSchG                                                                                     |    |
|                | Zwei Einfamilienhäuser (siedlung Falterau)                                         | Zedernweg 8 und 10 (Karte) | 1910       | Klatte und Weigle Geschützt nach § 2 DSchG |    |
|                | Gemarkungsgrenzstein Stuttgart, Oberamtsgrenzstein (STr. 143,5)                    | Ohne Adresse | 1800–1900  | Geschützt nach § 2 DSchG |    |
|                | 11 Gemarkungsgrenzsteine Stuttgart (Teil der SG „Gemarkungsgrenzsteine Stuttgart“) | Ohne Adresse |            | Sie haben die Bezeichnungen STr 112 bis STr 128, sind aber nicht zuzuordnen. Geschützt nach § 2 DSchG                                                                |    |
|                | Grenzstein mit der Nr 3                                                            | Parallel zum Zedernweg |            | Geschützt nach § 2 DSchG |    |
|                | Grenzstein mit der Nr 15                                                           | Lauweg in der Nähe der Grillstelle |            | Geschützt nach § 2 DSchG |    |
|                | Grenzstein mit der Nr 30                                                           | Am Gartengrundstück Waldwiesen |            | Geschützt nach § 2 DSchG |    |
|                | Grenzstein mit der Nr 31                                                           | Am Gartengrundstück Waldwiesen |            | Geschützt nach § 2 DSchG |    |
|                | Grenzstein mit der Nr 32                                                           | Am Gartengrundstück Waldwiesen |            | Geschützt nach § 2 DSchG |    |
|                | Grenzstein ohne Inschrift                                                          | Am Gartengrundstück Waldwiesen |            | Geschützt nach § 2 DSchG |    |
|                | Grenzstein ST                                                                      | Am Gartengrundstück Waldwiesen | 1912       | Geschützt nach § 2 DSchG |    |
|                | Grenzstein                                                                         | Am Ramsbachweg |            | Geschützt nach § 2 DSchG |    |
|                | Grenzstein mit der Nr. 60                                                          | Weg vom Ramsbachweg zum Grillplatz |            | Geschützt nach § 2 DSchG |    |
|                | Grenzstein mit der Nr. 109                                                         | Am Erlenbach |            | Oberamtgrenzstein zwischen Degerloch/Stuttgart und Sillenbuch Geschützt nach § 2 DSchG                                                                               |    |
|                | Grenzstein mit der Nr. 110                                                         | Am Erlenbach |            | Geschützt nach § 2 DSchG |    |
|                | Grenzstein ohne Nr                                                                 | Am Erlenbach |            | Geschützt nach § 2 DSchG |    |
|                | Grenzstein mit der Nr. 114                                                         | Zwischen Mörikeweg und Mittlere Filderstraße |            | Geschützt nach § 2 DSchG |    |
|                | Grenzstein ohne Nr                                                                 | Zwischen Mörikeweg und Mittlere Filderstraße |            | Geschützt nach § 2 DSchG |    |
|                | Grenzstein ohne Nr                                                                 | Zwischen Mörikeweg und Mittlere Filderstraße |            | Geschützt nach § 2 DSchG |    |
|                | Grenzstein mit der Nr. 118                                                         | Zwischen Mörikeweg und Mittlere Filderstraße |            | Geschützt nach § 2 DSchG |    |
|                | Grenzstein mit der Nr. 5                                                           | Am Mörikeweg |            | Geschützt nach § 2 DSchG |    |
|                | Grenzstein mit der Nr. 126                                                         | Zwischen Mörikeweg und Kallenbergweg | 1705       | Geschützt nach § 2 DSchG |    |
|                | Grenzstein mit der Nr. 127                                                         | Zwischen Mörikeweg und Kallenbergweg |            | Geschützt nach § 2 DSchG |    |
|                | Grenzstein mit der Nr. 128                                                         | Zwischen Mörikeweg und Kallenbergweg |            | Geschützt nach § 2 DSchG |    |

### Tränke
| Bild | Bezeichnung                                                               | Lage | Datierung | Beschreibung | ID |
| ---- | ------------------------------------------------------------------------- | ---- | --------- | ------------ | -- |
|      | Im Stadtteil Tränke sind bislang keine geschützten Kulturdenkmale bekannt |      |           |              |    |

### Haigst
| Bild           | Bezeichnung                                                                              | Lage                                       | Datierung | Beschreibung                                                                              | ID |
| -------------- | ---------------------------------------------------------------------------------------- | ------------------------------------------ | --------- | ----------------------------------------------------------------------------------------- | -- |
|                | Wohn- und Geschäftshaus (Teil der SG Wohn- und Geschäftshäuser)                          | Alte Weinsteige 94 (Karte)                 | 1906–1911 | Historismus, Jugendstil, Schaudt Gottlob Geschützt nach § 2 DSchG                         |    |
|                | Wohn- und Geschäftshäuser (Sachgesamtheit)                                               | Alte Weinsteige 96, 98 (Karte)             | 1906–1911 | Historismus, Jugendstil, Schaudt Gottlob Geschützt nach § 2 DSchG                         |    |
|                | Wohn- und Geschäftshäuser (Sachgesamtheit)                                               | Alte Weinsteige 100 (Karte)                | 1906–1911 | Historismus, Jugendstil, Schaudt Gottlob Geschützt nach § 2 DSchG                         |    |
|                | Wohnhaus Kieferle                                                                        | Auf dem Haigst 2 E (Karte)                 | 1963–1964 | Internationaler Stil ab 1950, Kieferle Georg Geschützt nach § 2 DSchG                     |    |
|                | Villa Griesinger                                                                         | Auf dem Haigst 22 (Karte)                  | 1925      | Neoklassizismus, Stuttgarter Schule, Scheel W. Geschützt nach § 2 DSchG                   |    |
|                | Mehrfamilienhaus                                                                         | Auf dem Haigst 34 (Karte)                  | 1910      | Jugendstil, Kies G. Geschützt nach § 2 DSchG                                              |    |
|                | Mehrfamilienhaus                                                                         | Freischützstr. 5 (Karte)                   | 1908      | Historismus – Neobarock, Neoklassizismus, Stoll R. und Scheel W. Geschützt nach § 2 DSchG |    |
|                | Mietshaus                                                                                | Haigststaffel 1 (Karte)                    | 1909      | Neoklassizismus, Neobarock, Biedermeier, Stoll R. und Scheel W. Geschützt nach § 2 DSchG  |    |
|                | Wohn- und Geschäftshäuser (Sachgesamtheit)                                               | Kauzenhecke 4, 6 (Karte)                   | 1906–1911 | Historismus, Jugendstil, Schaudt Gottlob Geschützt nach § 2 DSchG                         |    |
|                | Mehrfamilienhäuser (Sachgesamtheit)                                                      | Kauzenhecke 7 bis 15 (ungerade) (Karte)    | 1949–1950 | Gabriel Werner Geschützt nach § 2 DSchG                                                   |    |
|                | Wohn- und Geschäftshaus                                                                  | Lohengrinstr. 8 (Karte)                    | 1908–1909 | Historismus-Neobarock, Stoll und Scheel Geschützt nach § 2 DSchG                          |    |
|                | Villa Weitbrecht                                                                         | Lohengrinstr. 9 (Karte)                    | 1922      | Neoklassizismus, Lochstampfer W. und Gessinger W.P. Geschützt nach § 2 DSchG              |    |
|                | Wohn- und Geschäftshaus                                                                  | Meistersingerstr. 20, 22 (Karte)           | 1908–1909 | Historismus-Neobarock, Stoll und Scheel Geschützt nach § 2 DSchG                          |    |
| Weitere Bilder | Weinberge mit Weg, Stützmauern, Treppen, Pflaster (Sachgesamtheit)                       | Schimmelhüttenweg (viele Flst.Nr.) (Karte) | 1300–2000 | Geschützt nach § 2 DSchG                                                                  |    |
|                | Gemarkungsgrenzstein Stuttgart (STr 154) – Teil der SG „Gemarkungsgrenzsteine Stuttgart“ | Ohne Adresse                               | 1818      | Geschützt nach § 2 DSchG                                                                  |    |

### Hoffeld
| Bild | Bezeichnung                                                                | Lage | Datierung | Beschreibung | ID |
| ---- | -------------------------------------------------------------------------- | ---- | --------- | ------------ | -- |
|      | Im Stadtteil Hoffeld sind bislang keine geschützten Kulturdenkmale bekannt |      |           |              |    |